# 中館耕蔵
中館 耕蔵（なかだて こうぞう、1895年（明治28年）9月3日 - 1982年（昭和57年）8月21日）は、日本の音楽マネージャー、学校法人経営者。現・国立音楽大学の創立者の一人。一部に姓を中舘とする記載もあるが、国立音楽大学の記載に従って中館と記す。

## 略歴
岩手県上閉伊郡遠野町（現・遠野市）に生まれる。1910年（明治43年）学業を終えると、同年7月から1913年（大正2年）7月まで岩手県上閉伊郡土淵尋常高等小学校教員として勤務するが、職を辞して上京する。中館が小学校教師を辞し上京したいきさつについての詳細な記録は残っていないものの、上京後、遠縁の紹介で神田の東京楽友会でヴァイオリンを習い、日本における音楽マネージメントの草分け的な仕事を始める（1915年（大正4年）に神田の学友会有志で音楽会を行うことになり、地方のまとめ役を担い、高崎（ここで中館と小林宗作との交流が生まれた。後述）と沼津で音楽会を開いたこと、 同年10月には宮内省式部職楽部教師有志と共に東京興楽会を組織し、音楽教授をしたという記録がある）。1923年（大正12年）女子音楽学校（現・有明教育芸術短期大学／1903年（明治36年）創立）の経営に携わる。当時の東京の主要な音楽学校は、官立の東京音楽学校（現・東京藝術大学／1879年（明治12年）創立）と、私立では女子音楽学校と東洋音楽学校（現・東京音楽大学／1907年（明治40年）創立）のみであった。
1926年（大正15年）私立の音楽学校を設立しようとの30歳代の気鋭の音楽家たちの仲間に加わり、東京高等音楽学院の創立メンバー（声楽家：武岡鶴代、音楽マネージャー・中館耕蔵、声楽家・矢田部勁吉、ピアニスト・榊原直、宗教学者で初代学院長・渡邊敢）となる。4月東京市四谷区番衆町の仮校舎で開校。同年11月谷保村国立大学町に校舎竣工、移転する。
創立の翌年の1927年（昭和2年）、世界的ヴァイオリニストのアレクサンドル・モギレフスキーを招聘し、3月 - 12月に歴史的演奏会、特別講座や公開講座を開催した。破格の高給だったといわれる。この大胆な企画を実行したのは、経営担当の中館である。この講座は著名な演奏家も受講するなど、学内、学外に有効な広報となった。
また、中館は新交響楽団に共演の話を持ち掛け、1928年（昭和3年）12月18日に「新交響楽団公開大演奏会』」と題してベートーヴェン『第九』演奏会を開催し、合唱は学院の学生が全員出演した。これは2019年（令和元年）までNHK交響楽団と国立音楽大学の年末の恒例行事として継続しており、年末の『第九』という日本独特の習慣が生まれる端緒の一つとなっている。
1930年（昭和5年）6月から、新聞紙上で学院のスキャンダラスな記事が何度も掲載され、学生、父兄を巻き込んだ内紛となった。紛争は8月末に渡邊学院長の辞任、中館幹事長の辞職で収拾した。しかし中館は学院再建のため復帰する。中館の言葉として「『校長は学生達の人間造りに専心する』、先生達は『音楽教育に専心する』。私は『経営に専心しましょう。－経営ではご迷惑はかけない』」と言ったと伝えられている。
のちに理事長・学長を務めた有馬大五郎は、「自由」と「自主」が国立音楽大学の「建学の精神」だ、と明言し、「戦争という時代もあったけれど、学校は、常に中位を守って、左右何れにも倚らなかった。これには、勇気が要ったが、それも愉しかった。」と言ったというが、その一端として、戦争前夜 - 戦時中のエピソードを引用する。（国立音楽大学「創立50周年記念」冊子の「あゆみ」より）
「学院あげての再建意識が昂まるにつれて昭和14、15年頃から次第に学生数も増えて行った。しかし、もうこの頃から軍靴の響きが活発になりやがて日本は戦争へと進んだのである。今は亡き小森宗太郎教授が鼓笛隊を編成し、身体の大きな女子学生の大太鼓を先頭に一橋通り、富士見通りを行進していたのもこの頃であったし、通学の際は男子は先生も学生もゲートル、女子はモンペという戦時色に塗りかえられてしまった。しかし世の中が戦争に追いやられて音楽といえば軍歌だけが横行した最悪の時期にも、本来の使命である音楽から一日も追い出されずに来られたことは幸いであったと云えよう。他の音楽学校は戦時動員で皆軍需工場に出かけて授業ができなかった。つまり軍部は学生を軍需工場に動員して勤労奉仕を要求し、空になった校舎は軍事的施設に転用しようとしたのであった。
```
そこで国立で考えたことは、校舎内にそれ相応の軍需工場の施設の一部を移し、そこで学生が奉仕する方法をとれば学生動員や、施設転用の面で無駄がなく効果的ではないか、つまり学校工場方式であった。そこで早速この学校工場方式の具申を決意し折衝を始めたが、
文部省
からはなかなか明確な返答を得られず、次に航空本部に出向き、いろいろ話し合った結果「学校校舎内の一部を仕事場にして奉仕をする。但し条件としては音楽をやるので手荒い仕事はさけること、音楽の専門授業は絶対に続ける」ということで了承をとってしまった。これは当時の新聞にも大々的にとりあげられ文部省も折れて全国的に実施されるようになった。
```

```
国立では飛行機の点火線の整理といった、単純な仕事が主なるもので、授業も続けられ、その間に学校工場や軍需工場に出向いて生産督励のための演奏行脚で日本中を廻って歩いたが、ゲートルとモンペ姿での演奏は今ではなつかしい思い出となった
[
7
]
。
```

戦時中にこのような学校運営を可能としたのは、当局と交渉した中館の交渉力の賜物である。官憲の圧力に屈せず、不断の努力を傾けて自らの本分を守る。これが「自主」であり「中位＝中立を守る」ということだ。それにはもちろん「勇気が要」る。しかしそうした勇気と努力の上にはじめて得られるのが、本当の「自由」なのだ。お上や他大学の様子をうかがいながら一歩遅れて道を模索するのではなく、他に先駆けて道を切り開き、範となって他を導く。そうした姿勢と気概を持った先人たちによって、くにたちの「自由」は築かれ、守られてきたのである。
戦後は1949年（昭和24年）に附属中学校・高等学校、1950年（昭和25年）には附属幼稚園（園長には、以前高崎の演奏会から中館と交流を続けていたリトミック教育者で、黒柳徹子『窓ぎわのトットちゃん』で著名なトモエ学園校長の小林宗作を招聘）、1953年（昭和28年）に附属小学校を設立。現在の一貫教育の基礎を作り上げる。1963年（昭和38年）学校法人国立音楽大学理事長に就任。1966年（昭和41年）武岡鶴代の大学葬において葬儀委員長を務める。
1982年（昭和57年）8月21日逝去。86歳没。
中館は遠野市の名誉市民となっており、毎年8月に市長と市の幹部職員による墓参りが行われている。
国立音楽大学では、中館の功績を讃え「中館耕蔵奨学金」を設けている。卒業時の成績が特に優秀な者は返還（全額または一部）が免除される。